# Hugo López-Gatell Ramírez
Hugo López-Gatell Ramírez (* 13. února 1969 Ciudad de México) je mexický epidemiolog, specialista na infekční choroby a autor odborných publikací v tomto oboru. Od roku 2018 pracuje na mexickém sekretariátu zdravotnictví pod vedením tajemníka pro prevenci a podporu zdraví. V roce 2020 byl hlavním mluvčím a jeden z hlavních členů pracovní skupiny zabývající se pandemií covidu-19 v Mexiku.